# Alexander von Bunge (Botaniker)

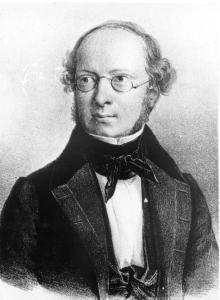
Alexander von Bunge (1839)

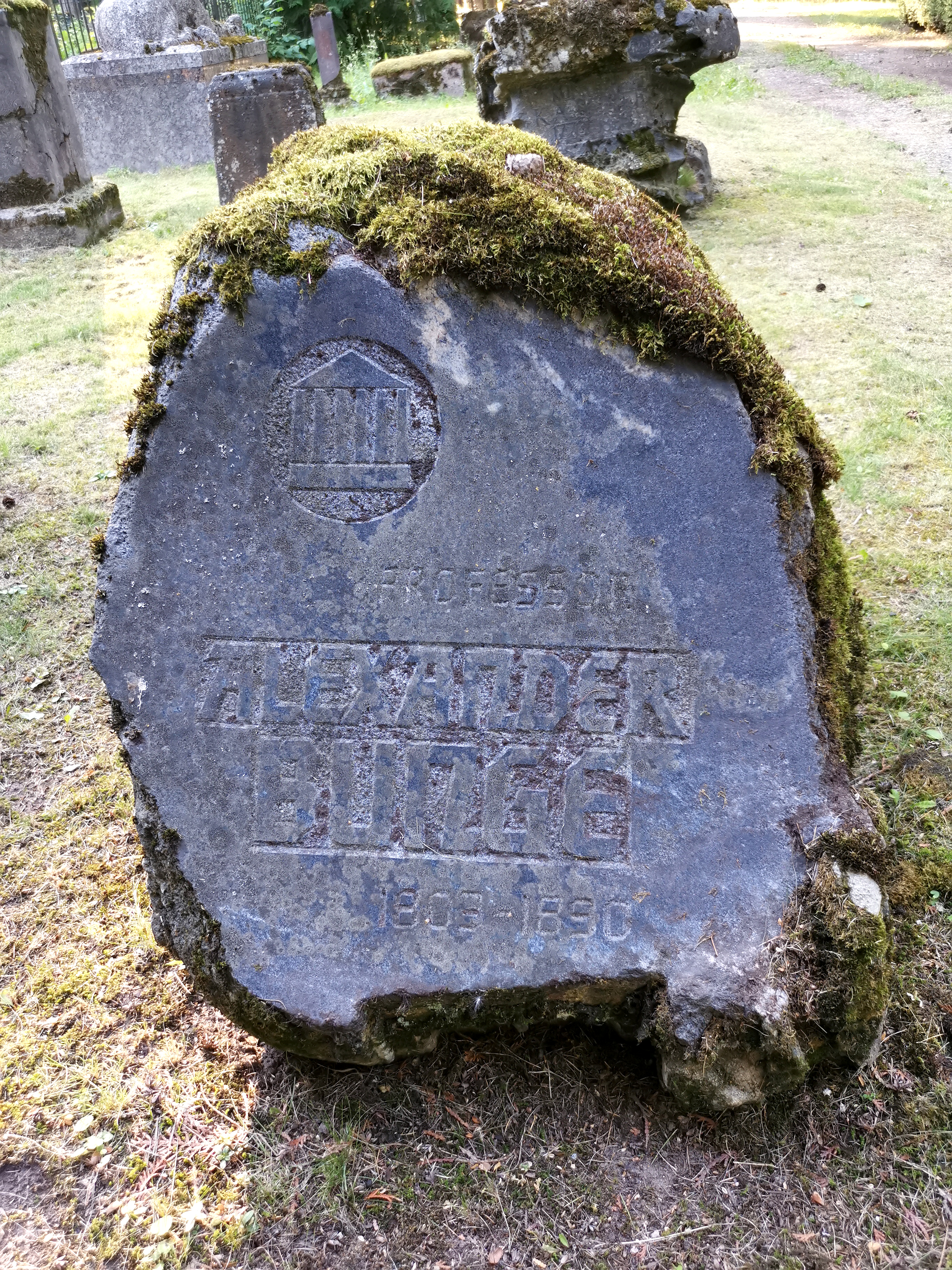
Grab auf dem Friedhof Tartu (Raadi kalmistu)

Alexander von Bunge (russisch Александр Андреевич Бунге/ Alexander Andrejewitsch Bunge; * 24. Septemberjul. / 6. Oktober 1803greg. in Kiew; † 6. Julijul. / 18. Juli 1890greg. in Kiltsi, Gemeinde Väike-Maarja, Gouvernement Estland) war ein deutsch-russischer Botaniker, Reisender und Arzt. Sein offizielles botanisches Autorenkürzel lautet „Bunge“.

## Leben und Wirken
Bunge entstammte der Kiewer Apothekerfamilie, die sich von Georg Friedrich Bunge herleitet. Sein älterer Bruder Friedrich Georg von Bunge wurde Rechtshistoriker und gilt als Begründer der baltischen Rechtsgeschichte.
Er studierte ab 1821 Medizin und Botanik an der Kaiserlichen Universität Dorpat. 1825 schloss er das Medizinstudium ab und promovierte. 1826 bereiste er mit Carl Friedrich von Ledebour und Carl Anton von Meyer das Altaigebirge, wo er weiterreiste, bis er 1829 die Quellen des Katun erreichte. Die Forschungsergebnisse dieser Reise sind in „Karl Friedrich v. Ledebours Reise durch das Altaigebirge und die dsungarische Kirgisensteppe …“ (Berlin 1829–30) beschrieben. An Ledebours Veröffentlichungen „Flora altaica“ (1829–33) und „Icones plantarum novarum vel imperfecte cognitarum floram rossicam, imprimis altaicam, illustrantes“ (1829–34) hatte er bedeutenden Anteil.
1830 begleitete er als Naturforscher die nach China abgesandte neue geistliche Mission und studierte die Flora der Steppe Gobi sowie die der Umgebung Pekings. Von dieser Reise kehrte er 1831 nach Russland zurück. Seine Ergebnisse publizierte er in den Werken Enumeratio plantarum, quas in China boreali collegit (Petersburg 1831) und Plantarum mongholico-chinensium decas I (Kasan 1835).
1832 bereiste er wieder das Altaigebirge, um nun die Flora des östlichen Teils des Altai zu untersuchen.
1834 wurde er Professor der Botanik in Kasan. Von dort aus bereiste er 1835 die Wolgasteppe südwärts bis zum Gouvernement von Astrachan.
1836 ging er nach Dorpat und wurde dort Professor der Botanik und Direktor des Botanischen Gartens.
Im Dezember 1857 schloss er sich der wissenschaftlichen Expedition zur Untersuchung Chorasans an, die ihn unter anderem nach Afghanistan führte. Von Gorgan aus besuchte er Schahrud, Nischapur, Maschhad und Herat und machte 1858 einen längeren Ausflug an den Ostrand der großen Salzwüste nach Tebbes. Im Februar 1859 trat er die Rückreise über Lasch durch die Salzwüste nach Zabulis, Kerman, Isfahan, Teheran, Täbris und Tiflis an und kehrte im August 1859 nach Dorpat zurück, wo er sich der Bearbeitung seiner botanischen Ausbeute dieser Reise widmete.
1833 wurde er korrespondierendes und 1875 Ehrenmitglied der Russischen Akademie der Wissenschaften in Sankt Petersburg.
1868 wurde Bunge emeritiert. 1871 wurde er Ehrenphilister der Baltischen Corporation Estonia Dorpat. Er starb 1890 in Mõtliku bei Schloss Ass im Dorf Kiltsi und wurde in Dorpat begraben.

## Spezialgebiete
Insbesondere widmete Bunge zwei Monographien den artenreichen Gattungen Astragalus (Tragant) und Oxytropis (Spitzkiel) aus der Familie der Hülsenfrüchtler. Bunges 1874 in Sankt Petersburg veröffentlichte Arbeit Species generis Oxytropis DC. listet 181 verschiedene Spitzkiel-Arten in 4 Subgattungen und 19 Sektionen auf. Bis heute ist diese Monographie mit einer vorhergehenden von De Candolle die einzige, die die Gattung in globaler Hinsicht betrachtet und damit immer noch Standardwerk in der taxonomischen Beschreibung der Gattung und der einzelnen Arten.

## Ehrungen
Nach Bunge sind ein Marskrater und das Bungeland benannt.
Die Pflanzengattung Bungea C.A.Mey. aus der Familie der Sommerwurzgewächse (Orobanchaceae) ist nach ihm benannt.

## Verwandtschaft
Alexander von Bunge war zweimal verheiratet. Mit seiner Ehefrau Wilhelmine Amalie, geborene Schreiber, hatte er die Tochter Marie Elisabeth (1834–1909).
Aus der zweiten Ehe mit Caroline Elisabeth (1813–1858), geborene von Pistohlkors, entstammen die Kinder:
- Gustav (1844–1920), Physiologe und Professor an der Universität Basel,
- Elisabeth, Ehefrau des Malers Eugen von Ruckteschell (1850–1928),
- Alexander (1851–1930), Arzt, Forschungsreisender und Zoologe.

## Werke
- Enumeratio plantarum, quas in China boreali collegit …, Petersburg 1831
- Plantarum mongolica-chinensium decas prima, Kasan 1835
- … Tentamen generis Tamaricum species accuratius definiendi, Dorpat 1852
- Anabasearum revisio, Petersburg 1862
- Generis Astragali species gerontogeae, Petersburg 1868–1869; 2 Teile
- Labiatae persicae, Petersburg 1873